# Giovanni Berardi (cardinale)
Giovanni De Ponte, noto principalmente come Giovanni Berardi di Tagliacozzo per l'origine della sua famiglia da quella dei Berardi, Conti dei Marsi, che fu – tra gli altri – feudataria di Tagliacozzo, oltre che come Giovanni de' Ponti e talvolta come Giovanni Pontini (in latino Joannes De Pontibus o de Tagliacotio; Corcumello, 1380 – Roma, 21 gennaio 1449), è stato un cardinale e arcivescovo cattolico italiano.

## Biografia

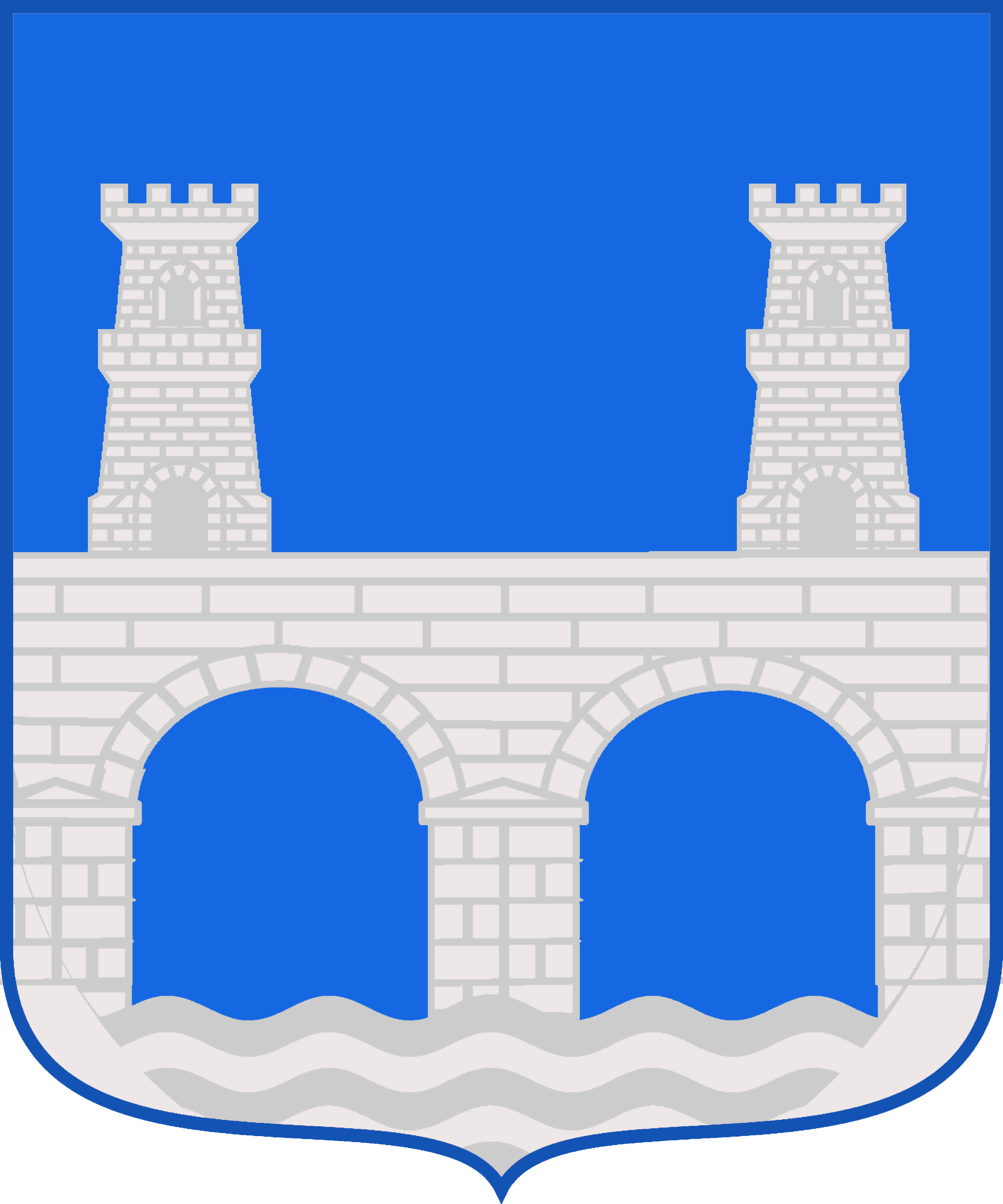
Stemma della famiglia De Ponte, cui Giovanni apparteneva

Detto il Cardinale Tarentino, nacque a Corcumello nel 1380 dalla famiglia già feudataria della contea di Tagliacozzo, figlio di Alessandro De Ponte e di una dama della casata dei Berardi, Conti dei Marsi, e zio di Giovambattista De Ponte, vescovo di Nepi e Sutri e di Bitonto dal 1473 al 1500. Si formò in sacra scrittura e filosofia all'Università di Bologna dal 1411 al 1413. Il 20 ottobre 1421 fu eletto arcivescovo di Taranto, sede che tenne fino alla promozione al cardinalato. Papa Eugenio IV lo inviò al Concilio di Basilea, ma non vi fu accettato. Fu nominato legato in Germania dopo l'elezione dell'antipapa Felice V. Il 18 dicembre 1439 papa Eugenio IV lo creò cardinale. L'8 gennaio 1440 ricevette il titolo dei Santi Nereo e Achilleo. Nel marzo del 1440 ritornò dalla Germania a Firenze, dove risiedeva il papa, e fu nominato legato a latere presso i re di Sicilia e d'Aragona, per ristabilire fra loro la pace. Il 7 marzo 1441 optò per l'ordine dei cardinali vescovi ed ebbe la sede suburbicaria di Palestrina, tenendo il titolo presbiterale in commendam. Alla fine del 1444 fu nominato penitenziere maggiore e nel 1445 divenne cardinale decano. Fu presente inoltre nel conclave del 1447 che elesse papa Niccolò V. Morì a Roma il 21 gennaio 1449 e fu sepolto nella Basilica di Sant'Agostino.